# Ignacy Choe In-cheol
Ignacy Choe In-cheol (ur. ? w Seulu, zm. 2 lipca 1801 tamże) – koreański męczennik, błogosławiony Kościoła katolickiego

## Życiorys
Urodził się w Seulu. Data jego narodzenia nie jest znana. Katechizmu nauczył go jego brat Maciej Choe In-gil. Został ochrzczony. W 1791 roku został aresztowany i został zwolniony gdy wyparł się swojej wiary. Potem żałował, że zaparł się wiary i został głęboko wierzącym katolikiem. W 1801 roku został ponownie aresztowany za swoją wiarę. Skazano go na śmierć poprzez ścięcie. Wyrok wykonano 2 lipca 1801 roku w Seulu. 7 lutego 2014 papież Franciszek podpisał dekret o jego męczeństwie. Tenże sam papież beatyfikował go w dniu 16 sierpnia 2014 roku w grupie 124 męczenników koreańskich w czasie swojej podróży do Korei Południowej.